# 倉富恒二郎
倉富 恒二郎（くらとみ つねじろう、嘉永4年6月22日（1851年7月20日） - 明治24年（1891年）8月14日）は、明治期に活動した福岡県の政治家・新聞経営者。諱は胤文、字は伯錫、号は龍村。

## 生涯
筑後国竹野郡秋成村（現・福岡県久留米市田主丸町）に、庄屋倉富胤厚（篤堂）の長男として生まれる。久留米藩校明善堂（福岡県立明善高等学校の前身）で学んだのち、重富縄山・草場佩川・広瀬林外に就いて漢学を修めた。
明治維新後、東京に出て法律学を学び、弁護士となる。福岡県に戻ったのち、自由民権運動に参画した。明治13年（1880年）に発足した福岡日日新聞社（西日本新聞社の前身）の設立者の一人である。同年、福岡県会副議長であった父胤厚が辞職をしたのに伴って行われた補欠選挙に立候補し、県議に当選している。明治15年（1882年）、自由党系の活動家が結成した九州改進党に参加。明治18年（1885年）の九州改進党解散後は、中村耕介・岡田孤鹿・吉田鞆二郎らが結成した政談社に属した。恒二郎は県議として筑後川改修工事の推進に努め、とくに明治22年（1889年）に発生した筑後川における大水害では、被災者の救済と復旧事業に力を尽くした。
明治23年（1890年）、帝国議会開設に伴って行われた第1回衆議院議員総選挙に立候補し、福岡県第四区（竹野郡・御井郡など）で佐々木正蔵と争った。政談社は福岡県会の多数を占めており、国政選挙でも優勢と見られていたが、安場保和県知事のもと民党に対する激しい選挙干渉が加えられるなかで落選した。
明治23年（1890年）6月に福岡日日新聞社第6代社長となっており、選挙落選後は同社の経営に努めた。翌明治24年（1891年）8月没、享年41。

## 系譜・家族
父の倉富胤厚（篤堂）は秋成村・徳童村の庄屋であるとともに、広瀬淡窓・重富縄山門下の儒者でもあり、明治維新後は福岡県会議員・副議長を務めた。
弟の倉富勇三郎は司法官として官界に入り、のちに枢密院議長・男爵となった。